# Stiphodon multisquamus
Stiphodon multisquamus és una espècie de peix de la família dels gòbids i de l'ordre dels cipriniformes que es troba a la Xina.